# تب روماتیسمی و بیماری‌های دریچه‌ای قلب
تب روماتیسمی و بیماری‌های دریچه‌ای قلب کتابی از محمد دانش‌پژوه است که در سال ۱۳۶۸ منتشر و در مراسم کتاب سال جمهوری اسلامی ایران به‌عنوان کتاب برگزیده معرفی شد.